# カンザシフウチョウ
カンザシフウチョウ (学名 Parotia sefilata ) は、スズメ目フウチョウ科カンザシフウチョウ属に分類される鳥類である。

## 形態
性的二形が見られる。体長はオスが33cm、メスが30cm。オスは全身黒色で頭部に白い羽毛と胸元にエメラルドグリーンから黄色に変化して見える羽を持ち、両目の上には3本ずつ飾り羽がある。

## 分布
ニューギニア島西部（インドネシア西パプア州）のフォーゲルコップ半島のタムラウ山脈とアルファク山脈、およびワンダメン半島のウォンディウォイ山脈に生息する固有種で、標高1100-1900メートルで見られる。

## 現状
個体群の大きさは不明。個体数は安定しているとされる。IUCNのレッドリストの基準ではLeast concernに位置付けられている。

## 写真

ナチュラリス生物多様性センターの標本
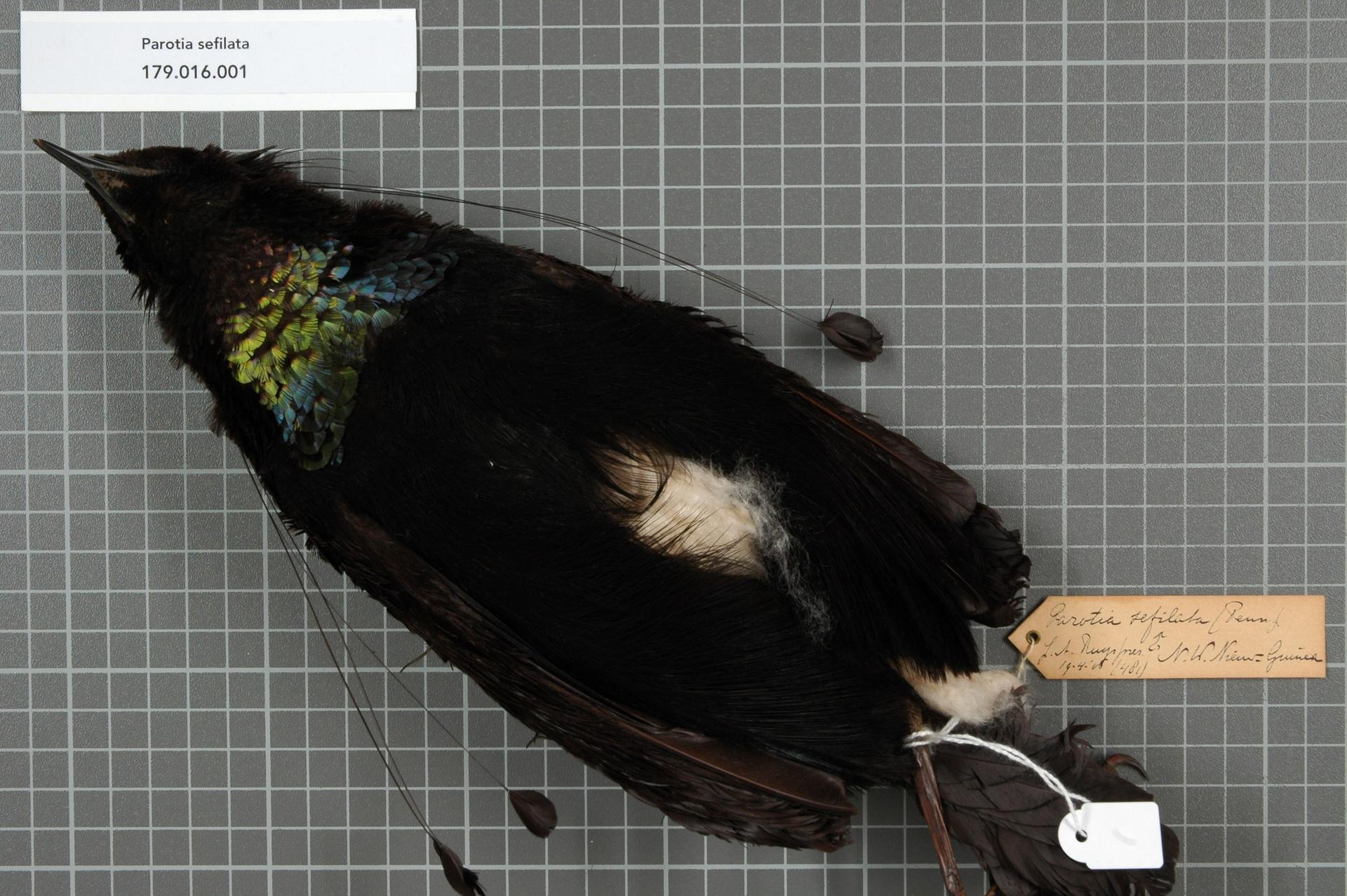
Parotia sefilata (オス)
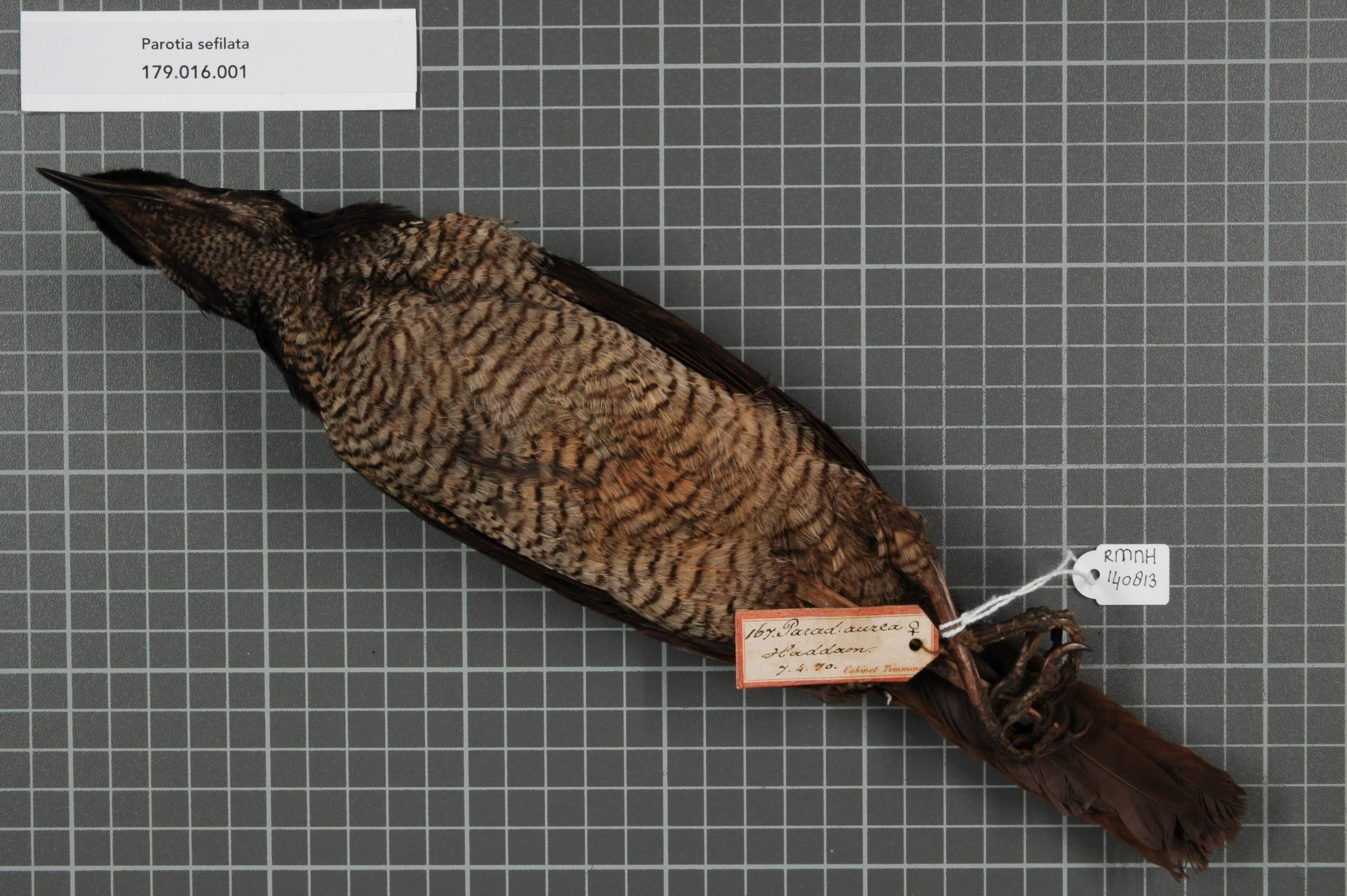
Parotia sefilata (メス)